# بيرسيفال س. بوب
بيرسيفال س. بوب (بالإنجليزية: Percival C. Pope)‏ هو ضابط أمريكي، ولد في 28 فبراير 1841 في بوسطن في الولايات المتحدة، وتوفي في 22 يناير 1922 في ماساتشوستس في الولايات المتحدة.